# 马来西亚穆斯林人民党
马来西亚穆斯林人民党（简称哈民党、HAMIM），是马来西亚已不存在的一个政党。
穆斯林人民党由前泛马回教党主席（1969年-1982年）和前吉兰丹州务大臣（1964年-1973年）阿斯里姆达成立于1983年。由于回教党未能在1982年大选中赢回丹州政权，阿斯里的党主席职位被党内宗教司一系推翻，最终被开除党籍。阿斯里姆达早些时候已拒绝加入巫统或泛马来西亚伊斯兰阵线，而是成立穆斯林人民党作为回教党的新分裂政党，并于1983年加入执政联盟国民阵线。1986年全国大选中，穆斯林人民党作为国阵成员党参选2国席4州席，最终赢得吉兰丹1国（万捷）2州（仄杜和默兰迪）。随着阿斯里企图在1988年11月17日的党特大上解散穆斯林人民党失败后，他和其他党代表集体退党，最终于1988年加入回教党的仇敌，巫统。
穆斯林人民党随后由前龙运国会议员阿都華合担任代主席。但在1989年的党大会上再次陷入领导危机。阿都华合在竞选主席失败后决定退党，于1990年另外成立马来西亚穆斯林社会联盟。该党于1999年被烈火莫熄成员接管，改组为国民公正党，最终在2003年成为现在的人民公正党。
穆斯林人民党随后由苏丁华合接任党主席。1989年，就在1990年全国大选前，新任领导层决定退出国阵。随后在1990年，穆斯林人民党加入了反对党阵线穆斯林团结阵线，与回教党、四六精神党、伊阵和马来西亚印裔穆斯林大会合作竞选，最终在四六精神党的旗帜下赢得一席吉兰丹州议席，但在1995年全国大选中守土失败。1996年穆斯林团结阵线随着东姑拉沙里决定解散四六精神党，重回巫统后瓦解。
由于党内争吵不断，穆斯林人民党在此后任何选举中都未能取得太大进展和成功；从那以后就变得不活跃和休眠了。

## 大选成绩
| 大选 | 赢得席位 | 竞选席位 | 总得票数 | 得票率 | 选举结果                        | 选举领袖   |
| ---- | -------- | -------- | -------- | ------ | ------------------------------- | ---------- |
| 1986 | 1 / 177  | 2        | 29,943   | 0.63%  | ▲1席；执政党 （国民阵线）       | 阿斯里姆达 |
| 1990 | 0 / 177  | 1        | 8,619    | 0.002% | ▼1席；无代表 （穆斯林团结阵线） | 苏丁华合   |
| 1995 | 0 / 177  | 0        | 0        | 0%     | ━ ；无代表 (穆斯林团结阵线)     | 苏丁华合   |

## 州议会选举成绩
| 州议会选举 | 州议会 | 州议会 | 州议会              |
| 州议会选举 | 吉兰丹 | 雪兰莪 | 赢得席位 / 竞选席位 |
| ---------- | ------ | ------ | ------------------- |
| 1986       | 2 / 39 |        | 2 / 4               |
| 1990       | 1 / 39 | 0 / 42 | 1 / 2               |
| 1995       | 0 / 43 | 0 / 48 | 0 / 2               |